# 구글 패스트 플립
구글 패스트 플립(Google Fast Flip)은 신문이나 잡지를 넘기는 경험을 모방한 구글의 온라인 뉴스 수집기로서 마이크로피시와 유사한 방식으로 기사를 시각적으로 검색할 수 있다. 2009년 9월 테크크런치 50 컨퍼런스에서 구글 랩스에 의해 베타 버전으로 출시되었다.
사이트에는 구글 뉴스 파트너의 기사 이미지가 표시되었으며, 이를 클릭하면 뉴스 제공자 자체 웹사이트의 기사로 이동할 수 있었다. 마우스나 커서 키를 사용하여 스토리를 스크롤할 수 있다. 기사 표시에는 구글 뉴스와 유사한 알고리즘이 사용되었지만 기사는 출판물과 주제별로 정렬될 수 있다. 구글 뉴스의 크리슈나 바라트(Krishna Bharat)는 "패스트 플립은 주로 유통기한이 긴 콘텐츠, 즉 다른 사람들에게 추천하고 싶은 콘텐츠에 적합하다."라고 말했다. 패스트 플립은 래리 페이지가 "웹이 사용자가 화면에서 화면으로 원활하게 넘길 수 있도록 하는 잡지와 같지 않은 이유"를 질문한 후에 만들어졌다. 패스트 플립은 아이폰 및 안드로이드 모바일 장치에서도 사용할 수 있다.
패스트 플립 사용자는 친구와 주제를 팔로우하고, 새로운 콘텐츠를 찾고, 검색어를 바탕으로 자신만의 맞춤형 잡지를 만들 수 있었다.
출시 당시 주로 미국에 기반을 둔 뉴스 파트너는 39개였다. 구글은 문맥 광고 수익의 대부분을 뉴스 파트너와 공유하겠다고 밝혔다.
패스트 플립은 뉴스 기사를 시각적이고 빠르고 우연하게 검색할 수 있다는 점에서 칭찬을 받았지만 인쇄 매체를 에뮬레이션하고 탐색을 제한하며 뉴스 소스를 거의 제공하지 않고 요구 사항에 더 집중한다는 점에서 참신하고 시대착오적이라는 비판을 받았다. 시각적 검색은 마이크로소프트 빙의 베타 시각적 검색 및 디 어니언의 마이크로피시 iPhone 앱과 비교되었다. 패스트 플립은 뉴스 시장에서 구글의 힘을 보여주는 사례로도 인용되었다. 많은 가치를 반환하지 않고 게시자의 콘텐츠를 사용하는 또 다른 뉴스 인터페이스를 설정함으로써 가능하다.
2011년 9월, 구글은 구글 패스트 플립을 포함한 여러 제품을 중단하겠다고 발표했다.

## 같이 보기
- 구글의 제품 목록